# Садыхзода, Аваз
Аваз Садыхзода (тал. Шири Әвәз Садыхзодә; 18 августа 1942, деревня Былабанд, Лерикский район, Азербайджанская ССР — 9 ноября 1999, Баку, Азербайджан) — талышский лингвист, талышевед, преподаватель. «Доктор филологических наук, профессор. Первый редактор талышеязычной газеты Толыши садо».

## Биография
Садыхзода Аваз Шири оглы родился 18 августа 1942 года, в деревне Былабанд, Лерикского района, Азербайджанской ССР. Начальное образование получил в 8-летней школе села Былабанд, а в 1959 году окончил среднюю школу в Лерике.
В 1962 году поступил на филологический факультет Азербайджанского государственного университета, который окончил с отличием 1967 году и был назначен учителем в родном селе Былабанд. В 1968 году, работая учителем азербайджанского языка и литературы, поступает в аспирантуру Института языкознания имени Насими. В 1972 году получает степень кандидата филологических наук и связывает свою работу с Институтом языкознания имени Насими. В 1980 году защитил диссертацию доктора филологических наук.
Внёс огромный вклад в талышеведение и изучение грамматики талышского языка. Ещё в студенческие годы, первым составил грамматику талышского языка, которую долгое время оставалась в рукописном виде. Опубликовать её не получалось иногда по политическим, а иногда и по финансовым причинам. Книга Садыхзода «Талыш дилинин грамматикасы (морфологија вә синтаксис)» («Грамматика талышского языка (морфология и синтаксис)») вышла в свет уже после смерти автора и была напечатана в Санкт-Петербурге в 2002 году на азербайджанском языке. Садыхзода является автором более 60-ти научных работ, неоднократно выступал на научных конференциях в Москве, Санкт-Петербурге, Ужгороде и Алма-Ате. Помимо талышского и азербайджанского, также знал арабский и персидский языки.
С 1992 по октябрь 1993 года работал первым редактором газеты «Толыши садо». На этом посту его сменил его ученик — Фахраддин Абосзода.
9 ноября 1999 года Садыхзода безвременно скончался. До конца жизни являлся ведущим научным сотрудником отдела истории азербайджанского языка Института языкознания имени Насими.
В 2019 году Талышская национальная академия издала труд по грамматике литературного талышского языка «Талышский язык: фонетика, морфология, синтаксис» Фахраддина Абосзода и Аваза Садыхзода на талышском, где описаны все основные разделы грамматики этого автохтонного языка юго-западного Прикаспия. За основу литературного языка авторами был взят северный диалект, распространенный в талышеязычных районах Азербайджанской Республики, а также на части талышеязычного ареала Ирана. В исследовании Фахраддин Абосзода, автор крупнейших талышских словарей, углубил и развил работу Аваза Садыхзода. Научный редактор книги – талышский поэт и публицист Джамал Лалазоа (Агаев).

#### Статьи
- Талыш дилиндә исми бирләшмәләр. — Толыши Сәдо от 20.03.1992 года. — с. 6
- Размышления о литературном талышском языке. — Толыши Сәдо
- Талыш дилинин фонетикасы вә алифбасы һаггындә бәзи мулаһизәләр (Некоторые дискуссии о фонетике и алфавите талышского языка). — Толыши Сәдо
- Талыш дилиндә дәрслик вә дәрс вәсаитләринин һазырланмәсыны өзфәалијјәтин умудинә гојмаг олмаз (Нельзя недооценивать развитие учебников и учебников талышского языка). — Толыши Сәдо